# Melveren
Melveren est un hameau faisant actuellement partie intégrante de la ville de Saint-Trond, dans la province de Limbourg, en Belgique. Le hameau est situé au nord de Saint-Trond le long de l'ancienne route vers Hasselt.

## Patrimoine
- L'église du 'Salvator Mundi' date de 1761.
- Le centre ancien du hameau, formé de l'église, la cure, le château date du XVIIe siècle.

## Personnalité
- Godefridus Mervellanus[1], francisé en Godefroid Mervellan ou Godefroid de Mervel, de son vrai nom Godefroid Coart[2], né vers 1512, d'une famille de cultivateurs de l'endroit[3], est un des Martyrs de Gorcum.